# Canale marțiene

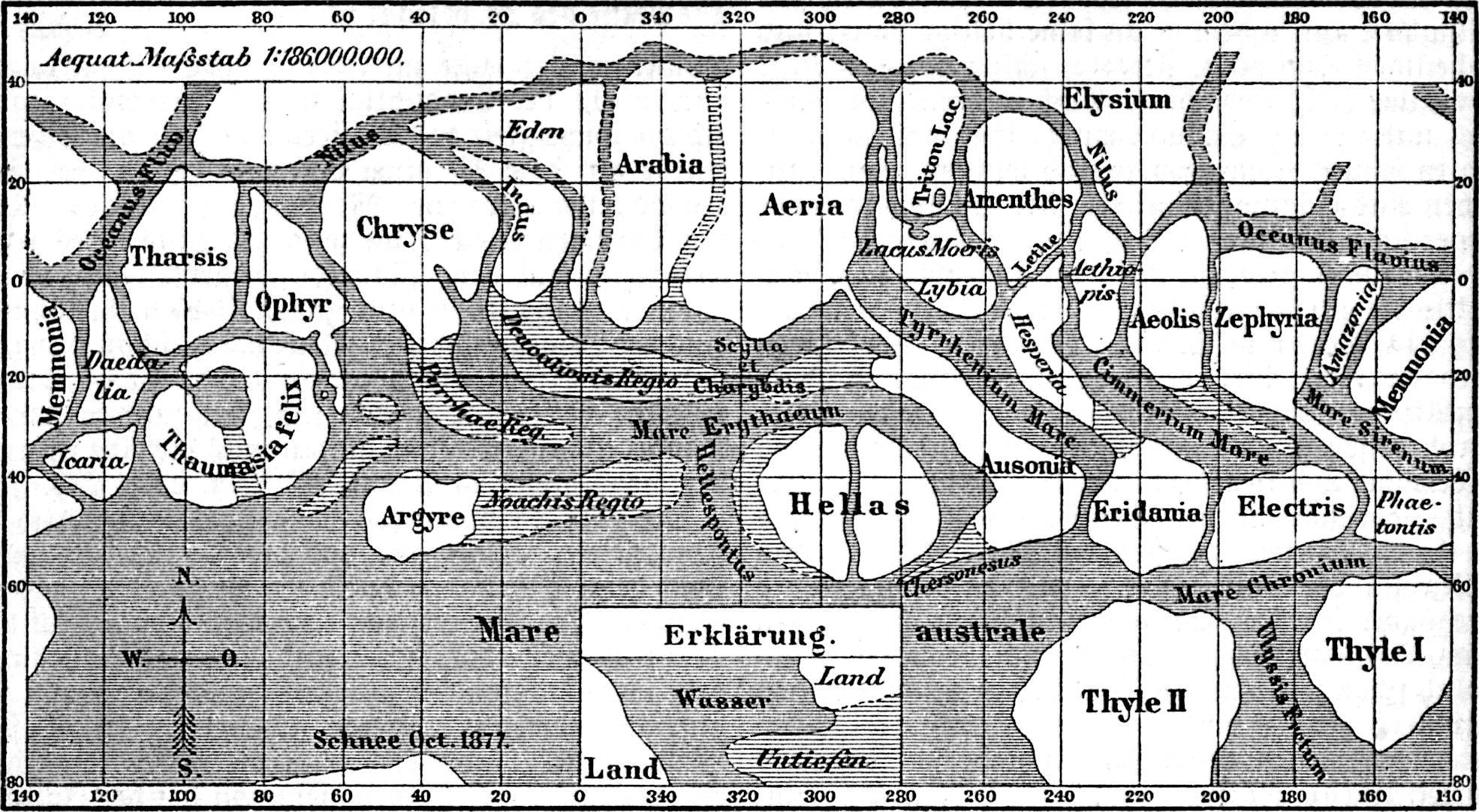
Harta lui Schiaparelli, indicând canalele marțiene (1890)

Canalele marțiene sunt o rețea de linii lungi și drepte situate pe globul planetei Marte, descoperite de astronomul italian Giovanni Schiaparelli în timpul opoziției din 1877 și confirmate prin observațiile ulterioare ale multor altor astronomi în perioada de până la 1950. În realitate este o iluzie optică complexă cauzată de o combinație de părți ale suprafeței marțiene când este privită printr-un telescop de pe Pământ. Nu sunt detalii de relief reale, care corespunde exact celor observate de pe Pământ pe Marte, nu există.
Schiaparelli a numit liniile descoperite prin cuvântul italian "canali", ceea ce înseamnă conducte de origine naturală sau artificială, și poate fi tradus în limba engleză ca "channels" sau "canals". În traducerea operelor sale fiind folosit cuvântul "canals", utilizat pentru canale construite de către om. O astfel de interpretare a trezit controverse, potrivit cărora Schiaparelli ar fi anunțat despre descoperirea unor structuri artificiale pe Marte. Cu toate acestea, el nu a încercat nici să explice sensul în care utilizaseră cuvântului "canali", nici să dezmintă acele declarații. Mai mult decât atât, în 1890 el a publicat un articol despre viața inteligentă de pe Marte.